# Mohamed Dorval Doumbouya
Pour les articles homonymes, voir Doumbouya.
Mohamed Dorval Doumbouya est un député et homme politique guinéen.

## Biographie

### Parcours politique
Mohamed a été nommé Ministre du Commerce dans le Gouvernement dirigé par Mohamed Saïd Fofana, dès la prise du pouvoir par Pr Alpha Condé,.
Mohamed a été au Vietnam en 2013, où il est reçu par le président Truong Tân Sang pour parler de la volonté des deux parties à accélérer la coopération et le partage d’expériences de développement avec la Guinée.
Membre du Rassemblement du peuple de Guinée. Il est le représentant de la circonscription de Kindia lors des élections législatives de l'Assemblée nationale de mars 2020. Président de la commission environnement, pêche, développement rural et durable de la 9e législature de la république de Guinée.